# She Was Only a Grocer's Daughter
She Was Only a Grocer's Daughter è il terzo album del gruppo pop rock / new wave britannico The Blow Monkeys, originariamente pubblicato nel 1987, in un vinile a 11 tracce e in un compact disc con 13 brani, e ristampato nel 2002, in una nuova edizione in CD con 15 pezzi, per la casa discografica RCA / BMG.
Il titolo del disco fa riferimento all'allora Primo Ministro del Regno Unito, Margaret Thatcher, soprannominata la «Lady di ferro», il cui governo conservatore risultò piuttosto impopolare tra parecchi esponenti della sinistra, tra cui molte band che, nel corso degli anni ottanta, appoggiavano il Partito Laburista (tra cui i Blow Monkeys), aderendo al movimento del Red Wedge, a dimostrazione del loro attivismo politico.
I titoli e i testi di alcune delle canzoni che costituiscono questo long playing riflettono l'insoddisfazione dei Blow Monkeys, e soprattutto del loro leader, Dr. Robert, riguardo alla situazione politica britannica in quel periodo. Dopo il primo cambiamento di rotta dal punto di vista del genere musicale prediletto, dall'iniziale sound new wave ad uno stile maggiormente improntato al pop rock, il 33 giri, pur rimanendo fedele a quest'ultimo nella maggior parte delle tracce, introduce anche un ritmo più marcatamente dance (specialmente nel primo singolo estratto, un funky tiratissimo che ha imperversato nelle discoteche di tutto il mondo, e nelle due bonus tracks inserite nella prima edizione in CD), che diventerà di lì a poco una caratteristica costante della produzione del gruppo (che, anzi, pubblicherà, prima di sciogliersi, un ultimo album per il 90% dance).
A causa dell'accoglienza positiva ricevuta, il lavoro è uscito in numerose edizioni, tutte più o meno differenti l'una dall'altra (per esempio, la versione in vinile dell'LP comprende 10 tracce ed un libretto fotografico molto ampio, mentre il compact disc è stato pubblicato in due diverse edizioni, con bonus tracks e track listing alternative, oltre che titoli leggermente modificati), com'è tipico dei prodotti di successo.
She Was Only a Grocer's Daughter rappresenta, di fatto, l'unico lavoro a 33 giri dei Blow Monkeys ad essere entrato nella classifica britannica degli album, raggiungendo il Numero 20, nel mese di aprile del 1987 (soltanto la prima raccolta dei successi del gruppo, Choices - The Singles Collection, del 1989, è riuscita a fare di meglio, salendo fino al Numero 5, il loro lavoro più di successo in assoluto). È stato anche l'unico 33 giri della band che è riuscito a piazzare tutti e quattro i singoli da esso estratti nella UK Top 70, ottenendo anche un Top 30 e un Top 5, quest'ultimo costituito dal popolarissimo brano di apertura, It Doesn't Have to Be This Way, il singolo più di successo per i Blow Monkeys nella madrepatria e la loro canzone più famosa in Italia e in altri paesi.
Gli altri tre 45 giri estratti sono stati: la suggestiva ballata Out With Her, che è salita fino a raggiungere il Numero 30 in classifica; il duetto con il cantante soul Curtis Mayfield, da sempre ispiratore di Dr. Robert, intitolato (Celebrate) The Day After You, remixato con questo titolo per l'uscita su singolo - il titolo del brano nella versione dell'album era invece The Day After You (Celebrate) - il cui ritmo dance, già evidente nell'originale, è stato sottolineato ancora di più. Il pezzo è stato bandito dalla BBC, perché pubblicato durante il periodo delle elezioni e considerato troppo politicamente impegnato (il titolo, in qualsiasi ordine lo si prenda, significa approssimativamente «Far festa il giorno successivo alla tua epoca», e il riferimento a un'eventuale epoca post-Thatcher è evidente). L'ultimo singolo estratto, Some Kind of Wonderful, è quello che ha riscosso meno successo dei quattro: pur entrando nel Top 70 britannico, infatti, si è fermato al Numero 67.
She Was Only a Grocer's Daughter comprende anche un'altra ballad degna di nota, posta in chiusura dell'originaria track listing del vinile, intitolata Beautiful Child (di cui esiste anche una versione in duetto, di nuovo con Curtis Mayfield, non inclusa però sull'album - compare solo in Atomic Lullabies - Very Best of The Blow Monkeys, la doppia compilation del 1999), mentre la traccia che riporta il titolo di Checking Out, qui appena abbozzata, ricomparirà sull'edizione in CD/MC del quinto ed ultimo lavoro del gruppo, Springtime for the World, uscito nel 1990, in una versione molto più potente e meglio definita.

## Tracce
Parole e musica di Dr. Robert

### Edizione originale LP/MC/CD 1987
1. It Doesn't Have to Be This Way - 4:00
2. Some Kind of Wonderful - 3:33
3. Out with Her - 4:40
4. How Long Can a Bad Thing Last? - 4:07
5. Man at the End of His Tether - 4:00
6. Rise Above - 4:53
7. The Day After You (Celebrate) - 5:00
8. Checking Out - 4:58
9. Don't Give It Up - 5:46
10. Cash - 6:01
11. Beautiful Child - 3:50
12. This Is the Way It Has to Be - 6:05 [solo sul CD]
13. The Grantham Grizzler - 7:20 [solo sul CD]

### Ristampa BMG / Camden del 2002
1. It Doesn't Have to Be This Way
2. Some Kind of Wonderful
3. Out with Her
4. How Long Can a Bad Thing Last?
5. Man at the End of His Tether
6. Rise Above
7. (Celebrate) The Day After You
8. Checking Out
9. Don't Give It Up
10. Cash
11. Beautiful Child
12. It Doesn't Have to Be This Way (Long)
13. (Celebrate) The Day After You (Unity Mix)
14. Smile on Her Face (Sweet Murder)
15. Grantham Grizzler

## Singoli estratti dall'album
- It Doesn't Have To Be This Way (1987) [UK: Numero 5]
- Out With Her (1987) [UK: Numero 30]
- (Celebrate) The Day After You (1987) [UK: Numero 52]
- Some Kind of Wonderful (1987) [UK: Numero 67]

## Dettagli pubblicazione
| Paese | Data | Etichetta  | Formato | N° Catalogo |
| UK    | 1987 | RCA/Ariola | CD      | PD 71245    |
|       |      |            | LP      | PL 71245    |
|       |      |            | MC      | PK 71245    |